# Verhoeffodesmus troglobius
Verhoeffodesmus troglobius är en mångfotingart som beskrevs av Pius Strasser 1966. Verhoeffodesmus troglobius ingår i släktet Verhoeffodesmus och familjen spökdubbelfotingar. Inga underarter finns listade i Catalogue of Life.